# Портрет Алексея Петровича Ермолова
Портрет Алексея Петровича Ермолова — композиция английского живописца Джорджа Доу и его мастерской, датируемая периодом 1821–1825 годов. Известна в двух вариантах: погрудном, исполненном для Военной галереи Зимнего дворца, и поколенном; оба они принадлежат собраниям Эрмитажа в Санкт-Петербурге (инв. ГЭ-7876) и Исторического музея в Москве (инв. И I 1143) соответственно.
С начала Отечественной войны 1812 года генерал-майор Ермолов командовал Гвардейской артиллерийской бригадой и 2-й гвардейской пехотной бригадой, но вскоре был назначен начальником штаба 1-й Западной армии. За отличие в сражении на Валутиной горе был произведён в генерал-лейтенанты; далее он отличился в Бородинском сражении, при Малоярославце, в уличных боях в Вязьме и при Красном. В Заграничных походах 1813 года был начальником всей артиллерии русской армии и затем командовал 2-й гвардейской пехотной дивизией. При штурме Монмартрских высот под Парижем в 1814 году командовал русской и прусской гвардейской пехотой.
Изображён в профиль на фоне горного пейзажа в генеральском вицмундире. Из наград заметны серебряная медаль «В память Отечественной войны 1812 года» на Андреевской ленте и звёзды орденов Св. Георгия 2-го класса и Св. Александра Невского. В левом нижнем углу подпись художника: painted from nature Geo Dawe RA. Подпись на раме: А. П. Ермоловъ 1й, Генералъ Лейтенантъ.
Обстоятельства создания портрета не установлены. Готовый портрет был принят в Эрмитаж 8 июля 1827 года.
В. К. Макаров назвал этот портрет одной из лучших работ Доу. Л. А. Дукельская в своём очерке английского искусства, описывая Военную галерею, отмечала:

Острая выразительность и романтическая приподнятость, органически сочетающиеся с точностью в передаче сходства, присущи лучшим портретам этого грандиозного цикла. Таковы изображения Багратиона, Ермолова, Сеславина.

Фактически галерейный портрет является уменьшенной авторской вариацией поколенного портрета Ермолова, по мнению А. А. Подмазо написанного Доу в 1821 году: Ермолов в 1816 году был назначен главноначальствующим на Кавказе (вероятно с этим связан фоновый горный пейзаж) и в феврале 1821 года приезжал в Санкт-Петербург, тогда же он и позировал Доу для большого поколенного портрета. Однако на самом портрете имеется авторская подпись (в четыре строки) Geo DaweRA pinxit SPetersbourg 1825, из которой следует, что портрет был написан в 1825 году. Основные отличия от галерейного портрета следующие. Другое положение правой руки Ермолова: если на галерейном портрете рука лежит на груди, то в ростовом портрете Ермолов ею опирается на саблю. Корпус повёрнут спиной более акцентированно и совершенно не видно наград. На плечи наброшен меховой плащ-бурка. Этот портрет находится в фондах Государственного исторического музея (холст, масло; 137 × 109 см; инвентарный № И I 1143).
В 1824 году в Лондоне фирмой Messrs Colnaghi по заказу петербургского книготорговца С. Флорана была напечатана датированная 1 октября 1824 года гравюра Томаса Райта, снятая с поколенного портрета; один из сохранившихся отпечатков гравюры также имеется в собрании Эрмитажа (бумага, гравюра пунктиром и резцом, 69,5 × 50 см, инвентарный № ЭРГ-294). На этой гравюре изображён совершенно другой фоновый пейзаж, более приближенный к фону галерейного портрета, а также несколько изменено положение правой руки Ермолова. Д. А. Ровинский ошибочно считал, что эта гравюра снята с оригинала из Военной галереи Зимнего дворца, хотя при этом описывает и репродуцирует именно поколенный вариант из ГИМа; также он упоминает, что оригинальная доска (печатная форма) находится в коллекции сенатора Г. К. Репинского.
Хранитель русской живописи XIX века в собрании Эрмитажа Ю. Ю. Гудыменко считает, что А. Е. Коцебу воспользовался галерейным портретом работы Доу для изображения А. П. Ермолова на своей картине «Сражение при Кульме 17 августа 1813 года (Лейб-гвардии Преображенский полк в сражении при Кульме)» (холст, масло; 86 × 121 см; Государственный Эрмитаж, инвентарный № ЭРЖ-2235) — Ермолов показан верхом на вороном коне в правой части картины.
А. С. Пушкин, в 1829 году путешествуя на Кавказ, заехал по пути в гости к Ермолову в его имение под Орлом. В своей книге «Путешествие в Арзрум» он следующим образом описал свое впечатление от знакомства с Ермоловым: «С первого взгляда я не нашёл в нём ни малейшего сходства с его портретами, писанными обыкновенно профилем. Лицо круглое, огненные, серые глаза, седые волосы дыбом. Голова тигра на Геркулесовом торсе. Улыбка неприятная, потому что не естественна. Когда же он задумывается и хмурится, то он становится прекрасен и разительно напоминает поэтический портрет, писанный Довом».

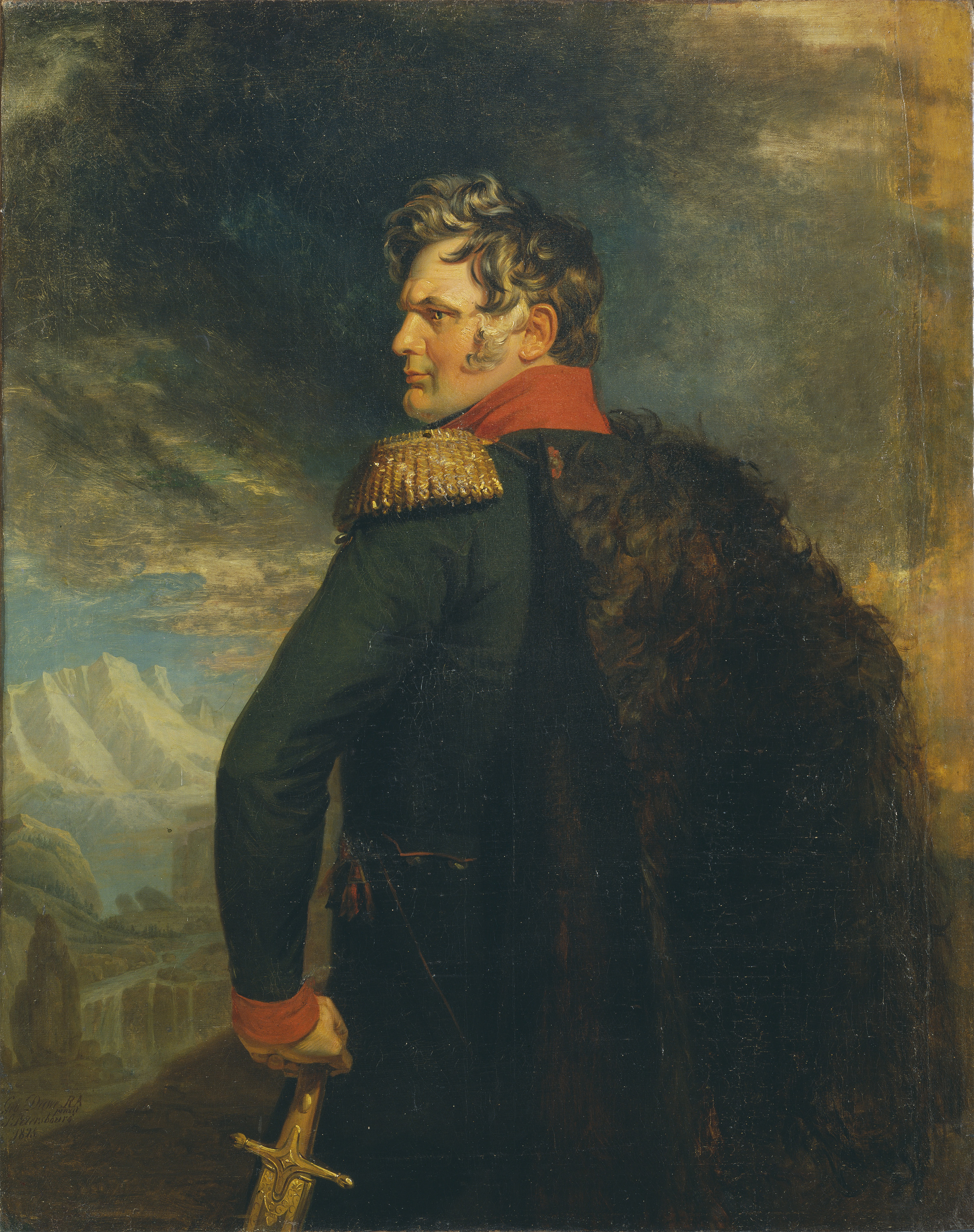
Поколенная версия портрета. ГИМ
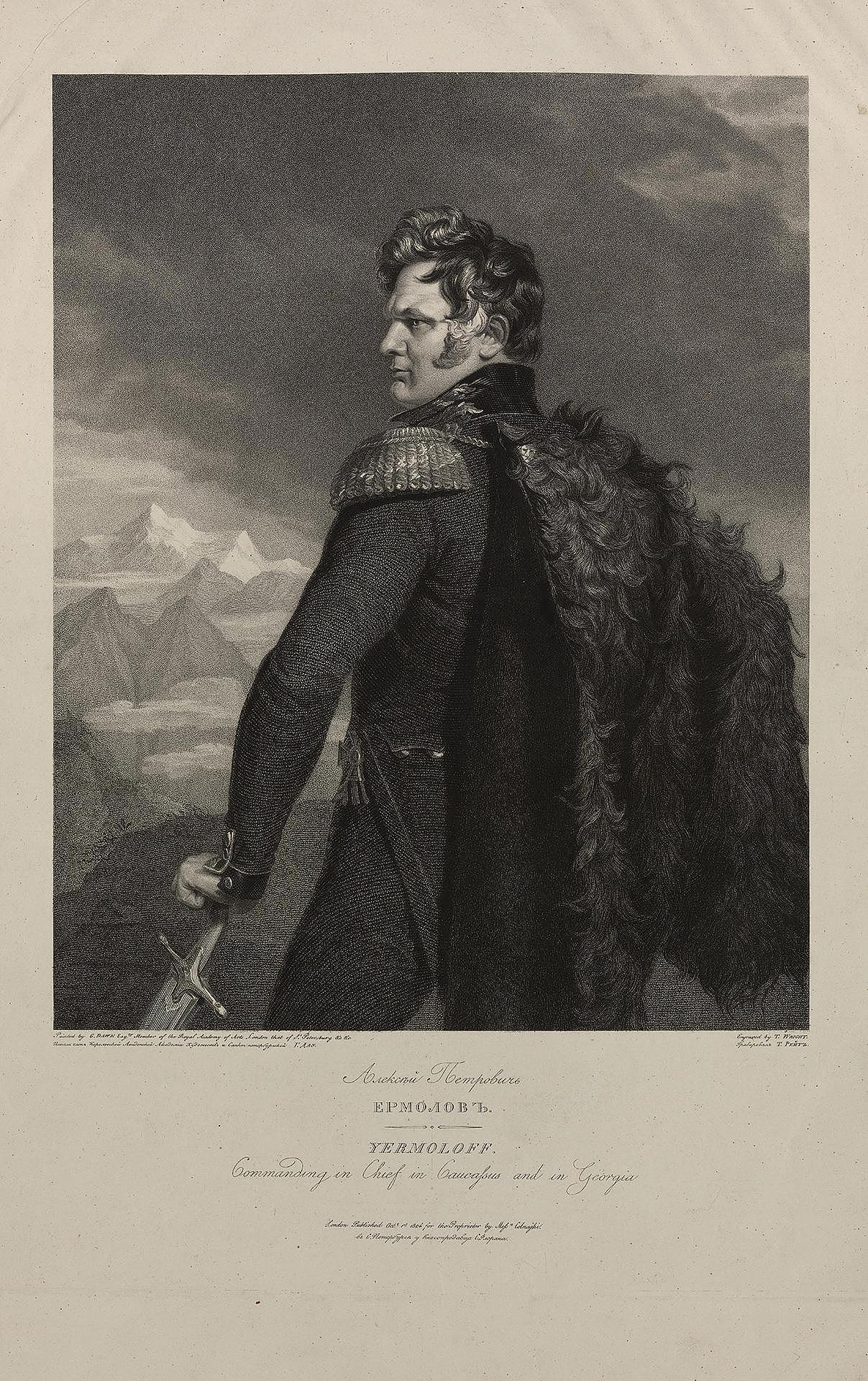
Гравюра Т. Райта. Эрмитаж
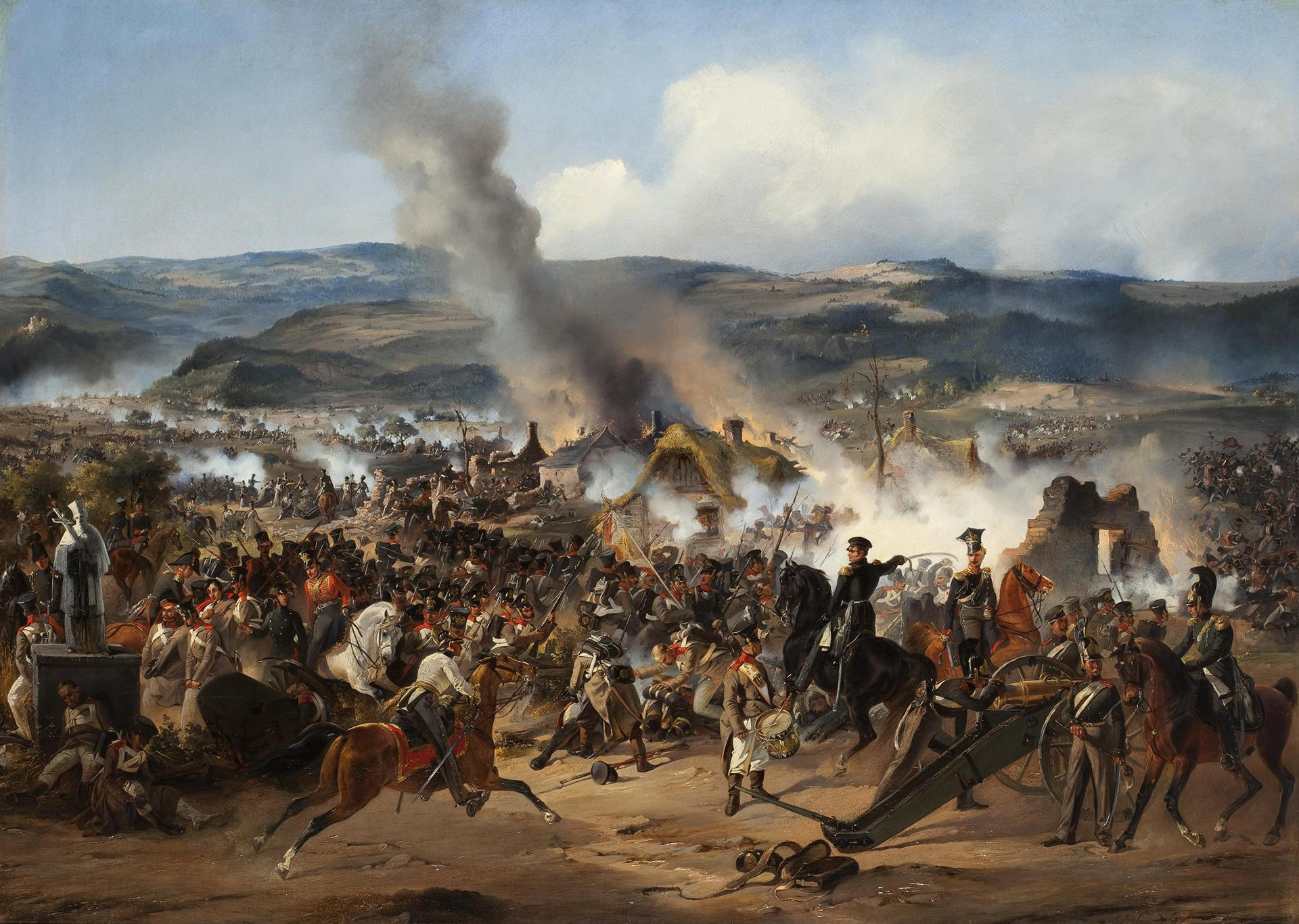
А. Е. Коцебу. «Сражение при Кульме 17 августа 1813 года». Эрмитаж